# Kimi ni Todoke
Kimi ni Todoke (君に届け, lit. 'Que arribi a tu') és una sèrie de manga japonesa de gènere romàntic escrita i il·lustrada per Karuho Shiina. Fou publicat per Shueisha a la revista Bessatsu Margaret del 2005 al 2017 i s'ha recollit en 30 volums tankōbon. El 2008 guanyà el premi anual Kodansha Manga Award com a millor manga shōjo.
S'han emès dues temporades d'anime de Kimi ni Todoke al Japó, produïdes per Production I.G. El 2010 se'n va estrenar una adaptació cinematogràfica d'imatge real protagonitzada per Mikako Tabe i Haruma Miura. Una sèrie d'acció en directe produïda per TV Tokyo i Netflix es va estrenar el març de 2023.

## Argument
La història té lloc a Hokkaido. La Sawako Kuronuma és una noia de 15 anys, estudiant de primer de secundària. Les seves companyes li diuen Sadako perquè s'assembla al personatge de Ringu (pel·lícula original del remake nord-americana The Ring), i hi ha rumors que diuen que pot veure fantasmes i provoca malediccions sobre les persones. Tanmateix, tot plegat és un malentès i malgrat la seva aparença tenebrosa, en realitat és una noia dolça i modesta que vol ajudar tothom. L'han evitat durant tant de temps que la idea de fer amics se li fa estranya. Però quan el seu ídol, el noi popular de la classe, en Kazehaya, comença a parlar amb ella, tot canvia. Es troba en un nou món, tractant de fer amics i parlant amb gent diferent i no ho pot agrair prou a en Kazehaya per donar-li aquestes oportunitats. De mica en mica, va florint un dolç amor entre els dos, ja que superarà qualsevol circumstància i obstacles en el camí.

## Personatges
Sawako Kuronuma (黒沼 爽子, Kuronuma Sawako)
Veu: Mamiko Noto  (japonès)
La Sawako, la protagonista, és una noia de secundària a la recerca d'amistat, però la seva semblança amb el personatge de la pel·lícula de terror, Sadako Yamamura, li ho posa difícil. Els seus nivells poc saludables de modèstia i les seves habilitats comunicatives ineficaços li han impedit corregir mals costums. Com a resultat, és tràgicament ostracitzada per tots els coneix, i ha oblidat com entendre els altres i expressar-se. Malgrat aquests obstacles, segueix sent una persona pura, positiva i solidària que treballa de valent en tot el que fa.
El dia de la cerimònia d'entrada a l'institut Kitahoro, la Sawako es troba amb un noi anomenat Shota Kazehaya sota les flors de cirerer per casualitat i l'ajuda a trobar el camí que busca. Com que el noi té un caràcter amable i obert de ment, és la primera persona a qui és capaç de somriure genuïnament i amb qui s'expressa naturalment. El seu món comença a canviar a mesura que aprèn a comunicar els seus sentiments i a formar amistats més estretes amb altres éssers humans, especialment la Chizuru Yoshida i l'Ayane Yano.
Shota Kazekaya (風早 翔太, Kazehaya Shōta)
Veu: Daisuke Namikawa  (japonès)
En Shota és l'amable company de classe de la Sawako, i inicialment el seu ídol. És molt popular independentment del gènere dels companys de classe, ja que és considerat molt eixerit. Tanmateix, el mateix Shota no creu que ho sigui. Amb una personalitat seriosa i honesta i la tossuderia i el temperament heretats del seu pare, en Shota segueix els seus propis ideals inflexibles i no es deixa endur per la multitud. Tot i que tracta a tothom per igual i sense cap prejudici, això és perquè manté una certa distància entre ell i els altres, excloent aquells que considera familiars i de confiança. En el cas de Sawako, la va considerar especial des del començament.
Ayane Yano (矢野 あやね, Yano Ayane)
Veu: Miyuki Sawashiro  (japonès)
L'Ayane és una amiga íntima de la Sawako de l'institut Kitahoro. Sempre va a la moda i destaca per semblar madura per a la seva edat. L'Ayane, una estratega intel·ligent, és capaç de desxifrar fàcilment les intencions de la gent i aprofitar-se'n. D'altra banda, dona prou informació per deixar que els enemics i els amics dubtin i, per tant, obligar-los a fer que prenguin mesures. En general, l'Ayane és decidida i afectuosa, però també calculadora i freda.
Chizuru Yoshida (吉田 千鶴, Yoshida Chizuru)
Veu: Yuko Sanpei  (japonès)
La Chizuru és un altre amiga íntima de la Sawako i l'Ayane de l'institut. El seu sobrenom és "Chizu". De les 4 heroïnes, és la més alta i la més atlètica, amb una ratxa de 99 victòries lluitant amb nois a l'escola secundària. Encara que no és gaire femenina, li agrada portar minifaldilles i pantalons curts esportius per accentuar les cames. Des que era petita, sovint la confonen amb una delinqüent a causa del seu aspecte masculí.
La seva personalitat és intrèpida i de sang calenta, amb un fort sentit del deure i la justícia. A diferència de la Sawako i l'Ayane, la Chizuru és extremadament sorollosa, descarada i parladora, sempre a punt per dir el que pensa. És alegre amb una gran quantitat de fortalesa que li permet mostrar coratge davant l'adversitat. Tot i la seva naturalesa intimidant, la Chizuru té un costat sentimental inesperat, sovint plorant per por, frustració, ira o humiliació. No és una de les estudiants més brillants, una broma recurrent al llarg de la sèrie i constantment té classes de recuperació durant les vacances. A més, sovint és aliena al seu entorn i insensible als sentiments dels altres.
Ryu Sanada (真田 龍, Sanada Ryū)
Veu: Yuichi Nakamura  (japonès)
En Ryu també és membre del grup d'amics de Sawako. És fill del propietari del restaurant de ramen preferit de la Chizuru Yoshida. És callat la major part del temps i rarament parla, però es comunica bé amb Sawako, ja que tots dos no parlen gaire de totes maneres. En Ryu i en Kazehaya es van fer amics quan estaven a l'equip de beisbol durant la secundària. Més tard confessa que li agrada la Chizuru a la Sawako. Tot i que el seu amor és unilateral, té molta paciència amb la Chizuru i pensa que a ella segurament no li agrada en un sentit romàntic, almenys no en aquell moment. Està més que disposat a consolar a la Chizuru si està deprimida, tot i que s'estimaria que s'emprenyés amb ell, ja que sap la Chizuru expressa millor les seves emocions així.
Ume 'Kurumi' Kurumizawa (胡桃沢 梅, Kurumizawa Ume)
Veu: Aya Hirano  (japonès)
Una noia que sembla simpàtica i dolça amb tots els que l'envolten, està molt enamorada de Kazehaya des del primer any de secundària; així doncs, entén bé la seva personalitat, malgrat que mai han estat amics íntims. No li agrada el seu nom de pila, Ume, perquè sona passat de moda i prefereix que li diguin el seu sobrenom, "Kurumi". La Kurumi està extremadament gelosa de la Sawako, cosa que la porta a escampar rumors falsos sobre les úniques amigues de la Sawako en aquell moment, la Yoshida i la Yano, fent servir el nom de la Sawako.
Kazuichi 'Pin' Arai (荒井 一市, Arai Kazuichi)
Veu: Yūki Ono  (japonès)
L'Arai és el professor temporal de la classe de la Sawako, substituint l'anterior tutor ja que emmalalteix durant les vacances d'estiu. Gairebé tothom es refereix a ell amb el seu sobrenom, "Pin". És un home cridaner i excèntric propens a creure's les ximpleries més grosses, i aparentment gaudeix d'interrompre la gent. Un gag recurrent durant la sèrie, és la seva actitud adolescent tot i ser un professor, com ara anar corrent al lloc quan sent que algú s'ha barallat. Però pel seu comportament, l'Arai és bastant perspicaç i està disposat sempre a ajudar quan es tracta dels seus alumnes.

## Contingut de l'obra

### Manga
Originalment l'autora volia que fos un one-shot i que es compilés en el seu treball anterior, Crazy For You, però va decidir ampliar la història i convertir-la en una sèrie completa. Es va començar a publicar al Japó a la revista Bessatsu Margaret des del número de setembre de 2005 i va acabar el novembre de 2017. El manga es va publicar 30 volums recopilatoris, l'últim del qual va sortir a la venda el 23 de març de 2018. Shiina va fer una pausa a partir del número de març de 2009 per tenir un fill; la serialització es va reprendre al número d'octubre. A Espanya el manga s'ha publicat en castellà amb el nom de Llegando a ti per part de Planeta Cómic.
L'abril del 2018 l'autora va publicar un spin-off de la sèrie anomenat Kimi ni Todoke Bangaihen: Unmei no Hito, finalitzat el 13 de maig de 2022 i recollit en dos volums.

### Novel·les lleugeres
Kimi ni Todoke s'ha adaptat a dues sèries de novel·les lleugeres al Japó publicades per Shueisha, una amb el segell editorial Cobalt i l'altra amb el segell Mirai Bunko.
De la versió de Cobalt se n'han publicat setze volums; el primer es va publicar l'1 d'agost de 2007 i l'últim el 25 de desembre de 2015. Van ser escrits per Kanae Shimokawa, que també va novel·lar la pel·lícula de Nana i Yūkan Club. De la versió de Mirai Bunko se n'han publicat tretze volums; el primer publicat l'1 de març de 2011 i l'últim el 5 de juny de 2015. Van ser escrits per Kanako Shirai. Totes dues sèries van ser il·lustrades per l'autora del manga original, Karuho Shiina.
Un volum separat, Kimi ni Todoke: Ashita ni Nareba, també de Kanae Shimokawa, es va publicar l'11 de setembre de 2009. El volum va substituir la serialització del manga a Bessatsu a la revista Margaret mentre Karuho Shiina va posar-la en pausa a causa del seu embaràs el 2009; conté la història de la primera trobada de Kazehaya i Sawako, abans dels fets del manga.

### Videojocs
Banpresto va treure un joc per a Nintendo DS al Japó basat en el manga el 15 d'octubre de 2009, anomenat Kimi ni Todoke ~Sodateru Omoi~. En aquest joc el jugador es converteix en la Sawako i viu el seu primer any de batxillerat. És una història original amb múltiples rutes i diferents finals. El joc inclou actuacions dels mateixos actors de veu que fan la Sawako i en Kazehaya a l'anime.
Un segon joc de Nintendo DS, també de Banpresto, va sortir a la venda la primavera de 2011 amb el títol de Kimi ni Todoke ~Tsutaeru Kimochi~. El sistema és el mateix que el joc anterior; el joc transcorre durant sis mesos del segon any de batxillerat de la Sawako fins al festival escolar. La història és una continuació de la ruta d'en Kazehaya del primer joc, en la qual ell i la Sawako ja surten junts. El dia de la sortida del segon joc, es va publicar una versió d'edició limitada Kimi ni Todoke Special, que combinava el contingut de la primera i la segona del joc en un i incloïa informació detallada sobre l'estratègia (guia) del primer joc. Aquesta edició limitada va incloure una col·laboració amb la marca de moda LIZ LISA i s'hi va incloure una "bossa de tela primaveral acolorida LIZ LISA".

### Anime
La primera temporada de l'adaptació anime de Kimi ni Todoke es va emetre entre el 7 d'octubre de 2009 i 31 de març de 2010. Una segona temporada es va anunciar al número de novembre de 2010 de la revista Betsuma. La segona temporada es va començar a emetre al Japó a NTV el 12 de gener de 2011. Totes dues temporades de l'anime van ser produïdes per Production I.G. i dirigides per Hiro Kaburagi.
La música la va fer S.E.N.S. Project; el tema d'obertura el va cantar Tomofumi Tanizawa i el tema de tancament el va cantar Chara.

### Pel·lícula d'imatge real
Al número de febrer de 2010 de Bessatsu Margaret (publicat el gener de 2010), es va anunciar que s'havia aprovat una adaptació cinematogràfica d'imatge real. Estrenada als cinemes japonesos el 25 de setembre de 2010, va ser dirigida per Naoto Kumazawa i protagonitzada per Mikako Tabe i Haruma Miura. La pel·lícula va sortir en Blu-ray i DVD l'11 de març de 2011.

### Sèrie d'imatge real
El setembre de 2022, es va anunciar que tindria una adaptació a sèrie de televisió d'imatge real. La sèrie és una producció conjunta de TV Tokyo i Netflix, i està dirigida per Takehiko Shinjō i Takeo Kikuchi, amb Hayato Miyamoto a càrrec de la composició de la sèrie. La sèrie es va estrenar el 30 de març de 2023.

## Rebuda

### Manga
| Volum | Pos. més alta | Notes  | Ref.                 |
| ----- | ------------- | ------ | -------------------- |
| 4     | 2             |        | [ 29 ]               |
| 5     | 1             |        | [ 30 ]               |
| 6     | 2             |        | [ 31 ] [ 32 ]        |
| 7     | 1             |        | [ 32 ] [ 33 ]        |
| 8     | 1             |        | [ 34 ] [ 35 ] [ 36 ] |
| 9     | 1             |        | [ 36 ] [ 37 ]        |
| 10    | 1             |        | [ 38 ] [ 39 ]        |
| 11    | 1             |        | [ 39 ] [ 40 ]        |
| 12    | 1             |        | [ 41 ]               |
| 13    | 1             |        | [ 42 ]               |
| 14    | 1             |        | [ 43 ]               |
| 15    | 1             |        | [ 44 ]               |
| 16    | 1             |        | [ 45 ]               |
| 17    | 1             | 6 set. | [ 46 ]               |
| 18    | 1             | 7 set. | [ 47 ]               |
| 19    | 1             | 4 set. | [ 48 ]               |
| 20    | 1             | 6 set. | [ 49 ]               |

Els volums de la sèrie es classifiquen habitualment a les llistes de mangues més venuts al Japó. En el debut del dotzè volum, els dotze volums publicats es van classificar a la llista d'Oricon dels 100 mangues més venuts durant la setmana. Segons Anime News Network el 2010, Kimi ni Todoke era el "manga shōjo amb més volums en primera posició i també més volums amb un milió de còpies venudes des del 2008" al Japó. La sèrie va ser la tercera sèrie de manga més venuda al Japó el 2010, amb 6.572.813 còpies venudes. A la publicació del volum 16, el maig de 2012, Kimi ni Todoke va assolir un total de més de 20 milions de còpies impreses. El 2013, Kimi ni Todoke va vendre més de 3,4 milions de còpies, situant-se en l'onzè lloc de la sèrie de manga més venuda d'Oricon durant aquell any.

### Pel·lícula d'imatge real
Segons Oricon, la sèrie figurava tercera en una llista de títols els quals els lectors japonesos volien una adaptació dramàtica. Segons les dades de taquilla de Kogyo Tsushinsha, l'adaptació de la pel·lícula d'imatge real va ser segona durant la seva primera setmana als cinemes japonesos. La pel·lícula va ser el número 3 a la llista de Box Office Mojo durant els seus dos primers dies, guanyant l'equivalent a 2.770.613 dòlars en 285 pantalles.

### Anime
Molts dels volums de la primera temporada es van vendre prou bé durant la primera setmana de llançament per ser classificats a la llista setmanal de vendes d'Oricon per als DVD d'animació del Japó.
| Núm. volum | Període de venda     | Còpies | Rànquing |
| ---------- | -------------------- | ------ | -------- |
| 2          | 25–31 gener de 2010  | 7.449  | 19è      |
| 3          | 22–28 febrer de 2010 | 7.557  | 18è      |
| 5          | 19–26 abril de 2010  | 7.136  | 17è      |
| 6          | 24–30 maig de 2010   | 7.035  | 12è      |
| 7          | 21–27 juny de 2010   | 6.613  | 14è      |
| 8          | 12–18 juliol de 2010 | 6.125  | 20è      |

La segona temporada de l'anime va ser la número u en una enquesta de lectors de Dengeki Online com a sèrie d'anime més esperada del gener de 2011. El crític d'Anime News Network, Carl Kimlinger, va donar a la segona temporada 4 estrelles i mig de 5, dient: "Encara és la millor sèrie del seu tipus des de Lovely Complex, i la més bonica des de... bé, no sé quan". Els espectadors japonesos el van votar com l'anime més divertit de la temporada d'hivern de 2011 durant una enquesta feta just abans d'acabar la temporada.